# Gralla (Austria)
Gralla è un comune austriaco di 2 251 abitanti nel distretto di Leibnitz, in Stiria; ha lo status di comune mercato (Marktgemeinde).